# الدورف، سوئیس
شهر الدورف در ایالت اوری در کشور سوئیس واقع شده‌است که ۸٬۶۰۰ نفر جمعیت دارد.